# آلامو
 آلامو عنوان فیلمی است آمریکایی با ژانر تاریخی و وسترن به کارگردانی جان وین. این فیلم محصول سال ۱۹۶۰ میلادی است.